# Фоллон (Невада)
Фоллон (англ. Fallon) — місто (англ. city) в США, в окрузі Черчилл штату Невада. Населення — 9327 осіб (2020).

## Географія
Фоллон розташований за координатами 39°28′28″ пн. ш. 118°46′40″ зх. д. / 39.47444° пн. ш. 118.77778° зх. д. (39.474368, -118.777675).  За даними Бюро перепису населення США в 2010 році місто мало площу 9,45 км², з яких 9,41 км² — суходіл та 0,05 км² — водойми.

### Клімат
| Клімат : Фоллон                              | Клімат : Фоллон | Клімат : Фоллон | Клімат : Фоллон | Клімат : Фоллон | Клімат : Фоллон | Клімат : Фоллон | Клімат : Фоллон | Клімат : Фоллон | Клімат : Фоллон | Клімат : Фоллон | Клімат : Фоллон | Клімат : Фоллон | Клімат : Фоллон |
| Показник                                     | Січ.            | Лют.            | Бер.            | Квіт.           | Трав.           | Черв.           | Лип.            | Серп.           | Вер.            | Жовт.           | Лист.           | Груд.           | Рік             |
| Абсолютний максимум, °C                      | 21,7            | 25,6            | 28,9            | 32,2            | 38,9            | 41,1            | 42,2            | 40,6            | 37,8            | 33,3            | 27,2            | 22,2            | 42,2            |
| Середній максимум, °C                        | 6,8             | 10,7            | 14,9            | 18,8            | 23,3            | 28,4            | 33,4            | 32,3            | 27,3            | 20,7            | 13,0            | 7,4             | 19,8            |
| Середній мінімум, °C                         | −7,7            | −4,9            | −2,3            | 1,1             | 5,2             | 8,8             | 12,2            | 10,8            | 6,2             | 1,0             | −4              | −7,3            | 1,6             |
| Абсолютний мінімум, °C                       | −31,7           | −32,8           | −17,2           | −10,6           | −6,7            | −2,8            | 1,7             | 0,6             | −6,1            | −11,1           | −17,8           | −29,4           | −32,8           |
| Норма опадів, мм                             | 14              | 14              | 12              | 13              | 15              | 11              | 4               | 6               | 7               | 10              | 10              | 12              | 126             |
| -------------------------------------------- | --------------- | --------------- | --------------- | --------------- | --------------- | --------------- | --------------- | --------------- | --------------- | --------------- | --------------- | --------------- | --------------- |
| Джерело: The Western Regional Climate Center |                 |                 |                 |                 |                 |                 |                 |                 |                 |                 |                 |                 |                 |

## Демографія
Згідно з переписом 2010 року, у місті мешкало 8606 осіб у 3515 домогосподарствах у складі 2110 родин. Густота населення становила 911 особа/км².  Було 3979 помешкань (421/км²).
Расовий склад населення:
| - 78,9 % — білих - 4,5 % — азіатів - 2,9 % — корінних американців - 2,8 % — чорних або афроамериканців - 0,2 % — вихідців з тихоокеанських островів - 4,9 % — осіб інших рас |

До двох чи більше рас належало 5,8 %. Частка іспаномовних становила 12,8 % від усіх жителів.
За віковим діапазоном населення розподілялося таким чином: 26,7 % — особи молодші 18 років, 60,2 % — особи у віці 18—64 років, 13,1 % — особи у віці 65 років та старші. Медіана віку мешканця становила 33,0 року. На 100 осіб жіночої статі у місті припадало 98,5 чоловіків;  на 100 жінок у віці від 18 років та старших — 95,9 чоловіків також старших 18 років.
Середній дохід на одне домашнє господарство  становив 49 689 доларів США (медіана — 39 580), а середній дохід на одну сім'ю — 50 957 доларів (медіана — 43 182). Медіана доходів становила 47 411 долар для чоловіків та 31 667 доларів для жінок. За межею бідності перебувало 23,7 % осіб, у тому числі 27,7 % дітей у віці до 18 років та 10,8 % осіб у віці 65 років та старших.
Цивільне працевлаштоване населення становило 3081 осіб. Основні галузі зайнятості: освіта, охорона здоров'я та соціальна допомога — 19,0 %, мистецтво, розваги та відпочинок — 12,9 %, науковці, спеціалісти, менеджери — 12,0 %, публічна адміністрація — 11,8 %.